# Hrvoje Vejić
Hrvoje Vejić (Metković, 8 juni 1977) is een Kroatische voetballer (verdediger) die sinds augustus 2012 voor de Kroatische derdeklasser NK Jadran Luka Ploče uitkomt.
Vejić speelde sinds 2007 vijf interlands voor de Kroatische nationale ploeg. Hij maakte zijn debuut op 7 februari 2007 tegen Noorwegen.

## Statistieken

### Internationale wedstrijden
| #                              | Datum      | Wedstrijd           | Uitslag | Soort Wedstrijd   | Goals |
| ------------------------------ | ---------- | ------------------- | ------- | ----------------- | ----- |
| 1.                             | 07-02-2007 | Kroatië - Noorwegen | 2-1     | Vriendschappelijk | 0     |
| 2.                             | 24-05-2008 | Kroatië - Frankrijk | 0-0     | Vriendschappelijk | 0     |
| 3.                             | 16-06-2008 | Polen - Kroatië     | 0-1     | Euro 2008         | 0     |
| 4.                             | 20-08-2008 | Kroatië - Slovenië  | 3-2     | Vriendschappelijk | 0     |
| 5.                             | 01-04-2008 | Andorra - Kroatië   | 0-2     | Vriendschappelijk | 0     |
| Totaal                         | Totaal     | Totaal              | Totaal  | Totaal            | 0     |
| Laatst bijgewerkt op 24-11-'12 |            |                     |         |                   |       |